# Avenida Intendente Francisco Rabanal
La avenida Intendente Francisco Rabanal es una arteria vial de la ciudad de Buenos Aires. Comienza en la Avenida Sáenz, en Nueva Pompeya y finaliza en la calle Pergamino, en Villa Soldati, donde continúa como Avenida Coronel Roca.

## Toponimia
Desde 1995 la avenida lleva el nombre del vecino ilustre del barrio de Nueva Pompeya Francisco Rabanal, quien ejerció el cargo de intendente de la Ciudad de Buenos Aires entre los años 1963 y 1966.

## Recorrido
Comienza en la Avenida Sáenz como continuación de la calle Beazley, en Nueva Pompeya. La primera calle que cruza es la Avenida Del Barco Centenera. Luego de cruzar la avenida Erezcano su bulevar se va ensanchando hasta llegar a los cien metros de ancho en la avenida Lafuente, ya en Villa Soldati. A partir de este punto el bulevar se va angostando hasta llegar a su tamaño original. Termina en la calle Pergamino, siendo su continuación la Avenida Coronel Roca.